# Jacob Folkerts
Jacob Folkerts (Drachten, 1982) is een Nederlands predikant van de baptisten van de Vrije Baptistengemeente Bethel, een megakerk in Drachten.

## Levensloop
Folkerts groeide op in Friesland. Met het verlangen predikant te worden, studeerde hij theologie aan de Evangelische Theologische Hogeschool in Veenendaal. Hij vervolgde zijn studie aan de Theologische Universiteit Kampen, waar hij in 2011 afstudeerde. Na vijf jaar voorganger te zijn geweest van Baptistengemeente Texel, volgde hij in september 2016 Orlando Bottenbley op als voorganger van Vrije Baptistengemeente Bethel te Drachten. 
Folkerts is getrouwd en vader van vier zoons. 